# 斯堪卡
斯堪卡（瑞典語：Skanska AB）是一家總部位於瑞典斯德哥爾摩的跨國建築公司，是世界最大的建築公司之一。

## 歷史
Aktiebolaget Skånska Cementgjuteriet于1887年由魯道夫·弗雷德里克·伯格成立於瑞典馬爾默，此即斯堪卡的前身。1950年代中期進軍國際市場，先後進入南美、非洲和亞洲，1971年進入美國。1965年在斯德哥爾摩證券交易所上市，1984年開始採用現名。
1990年代末經過不斷的兼併，公司規模繼續擴大。2000年8月買下Kvaerner的建築部門。2004年中斯堪卡決定放棄亞洲市場，因此賣掉了它在印度和泰國的子公司。
2005年在阿根廷的一個項目中，該公司被指賄賂政府官員。經過公司自己的調查，七位主管被免職。

## 外部連結
- 官方网站